# Miniopteridae
Famille
Synonymes
- Miniopterinae Dobson, 1875[2]

Les Miniopteridae sont une famille de chauve-souris.

## Liste des sous-familles
Selon BioLib (1 juillet 2019) :
- genre Miniopterus Bonaparte, 1837